# Semiothisa myandaria
Semiothisa myandaria är en fjärilsart som beskrevs av Walker 1863. Semiothisa myandaria ingår i släktet Semiothisa och familjen mätare. Inga underarter finns listade i Catalogue of Life.